# ناستاسيا ميرونشيك ايفانوفا
 ناستاسيا ميرونشيك ايفانوفا  (الروسية: Мирончик-Иванова, Анастасия Сергеевна) (الروسية : Настасся Мірончык-Іванова؛ مواليد 13 أبريل 1989 في سلتسك) لاعبة بيلاروسية المتخصصة في الوثب الطويل عرفت بسبب خسارتها ذهبية بطولة العالم 2011 بسبب نمط شعرها المعقود على شكل ذيل حصان عندما لامس الأرض تاركاً علامة في الرمال بشكل واضح السقوط واعتبر الحكام العلامة التي تركها نقطة لقياس طول وثبتها.
بلغ قياس وثبة ايفانوفا في الجولة الثالثة 6.74 أمتار، وهو الرقم الذي وضعها في المركز الرابع فقط.ولو لم يلامس شعر ايفانوفا الأرض لبلغ طول الوثبة 6.9 أمتار ولكانت حصلت على ذهبية بطولة العالم التي ذهبت للأمريكية بريتني ريز بقفزه بلغ طولها 6.82م

## وصلات خارجية
- ناستاسيا ميرونشيك ايفانوفا على موقع الاتحاد الدولي لألعاب القوى (الإنجليزية)
- ناستاسيا ميرونشيك ايفانوفا على موقع الدوري الماسي (الإنجليزية)
- ناستاسيا ميرونشيك ايفانوفا على موقع أوليمبيديا (الإنجليزية)